# Austin Spears
Austin Spears es un actor pornográfico multipremiado estadounidense. A lo largo de su carrera ha recibido nominaciones a los Pornhub Awards y los GayVN Awards, entre otros.

## Carrera
En enero de 2023 fue el ganador a la Mejor Estrella FTM (female to male) en los GayVN Awards. En marzo, Austin fue anunciado como uno de los concursantes de la segunda temporada del programa de telerrealidad Hot Haus de OutTV, en el que estrellas LGBT de la industria pornográfica compiten por hacerse con el título de «Próximo Sex Symbol Queer» y un premio de 25.000 dólares. En abril de ese mismo año fue el ganador de los Pornhub Awards en la categoría de mejor intérprete trans masculino. En mayo fue también nominado a los AltPorn Awards.

## Filmografía

### Pornografía
| Año  | Título                                                       | Distribuidora       |
| ---- | ------------------------------------------------------------ | ------------------- |
| 2020 | Ftm Orgy Part 1                                              | manyvids.com        |
| 2020 | T4T Outdoor Fuck with Austin Spears                          | manyvids.com        |
| 2021 | Austin Spears and Keith Eros Xmas                            | grooby.com          |
| 2021 | Brian Bonds and Austin Spears                                | TopFanVids.com      |
| 2021 | Femtop Sessions 2                                            | Femtop              |
| 2021 | Fucking Hot FTM Austin Spears                                | rawfuckclub.com     |
| 2021 | Fucking Tattooed Ftm Austin Spears                           | manyvids.com        |
| 2021 | Grindr'ed - Pt 1                                             | rawfuckclub.com     |
| 2021 | Introducing Austin                                           | grooby.com          |
| 2021 | Isaac X fucks Hot FTM Austin Spears                          | TopFanVids.com      |
| 2021 | Kink Features 102723                                         | kink.com            |
| 2021 | Poppin' That Cherry                                          | visionxflix.com     |
| 2022 | Austin Spears and His Toy                                    | grooby.com          |
| 2022 | Davin Strong's Transnificent Gangbang                        | grooby.com          |
| 2022 | Femtop Sessions 3                                            | Femtop              |
| 2022 | Inked Ftm Jock Austin Spears Rides Pierce Paris Massive Dick | transerotica.com    |
| 2022 | Lobo and Austin                                              | rawfuckclub.com     |
| 2022 | Orgy                                                         | grooby.com          |
| 2022 | Squirt, Boy                                                  | Men.com             |
| 2022 | Stirring Things Up: Mtf On Ftm                               | manyvids.com        |
| 2022 | Submissive Ts Aphrodite Adams Dominated By Ftm Austin Spears | transerotica.com    |
| 2023 | Invitation                                                   | himeros.tv          |
| 2023 | New Energy                                                   | deeplush.com        |
| 2023 | NYC Fuck Holes                                               | Fuck Champ Robinson |
| 2023 | Raw Bussy Smashers                                           | Juicy Boys          |

### Televisión
| Año  | Título   | Papel       | Notas      | Ref.  |
| ---- | -------- | ----------- | ---------- | ----- |
| 2021 | Drained  |             | 1 episodio |       |
| 2023 | Hot Haus | Concursante | 5.º puesto | [ 7 ] |

## Premios y nominaciones
| Año  | Premios        | Categoría                        | Resultado | Ref.  |
| ---- | -------------- | -------------------------------- | --------- | ----- |
| 2023 | GayVN Awards   | Mejor Estrella FTM               | Ganador   | [ 1 ] |
| 2023 | Pornhub Awards | Mejor intérprete trans masculino | Ganador   | [ 8 ] |
| 2023 | AltPorn Awards | Mejor artista de clip tatuado    | Nominado  | [ 5 ] |